# Nekrolog 2. Quartal 1913
Nekrolog
◄◄
| ◄
| 1909
| 1910
| 1911
| 1912
| 1913 | 1914 | 1915 | 1916 | 1917 | ► | ►►
1. Quartal |
2. Quartal |
3. Quartal |
4. Quartal 1913
Weitere Ereignisse | Allgemeiner Nekrolog 1913
Die Beschreibung der verstorbenen Person sollte so kurz wie möglich gehalten sein und nur deren signifikante Tätigkeit(en) enthalten.
Neue Namen ggf. auch unter dem Geburts- und Sterbedatum, also etwa unter 1. Januar und im Geburts- und Sterbejahr (2024) eintragen (nur bei entsprechender großer Wichtigkeit). Für Beispiele siehe die schon vorhandenen Artikel.
Außerdem über die fünf zuletzt Verstorbenen, zu denen es einen ausreichend guten Artikel für eine Präsentation auf der Hauptseite gibt, nach der todesbedingten Überarbeitung der Artikel ggf. auch unter Wikipedia Diskussion:Hauptseite informieren und sie am besten auch in den anderen Wikipedia-Sprachversionen eintragen. Tipp: Regelmäßig bei news.google.de nach „ist tot“, „gestorben“ oder „verstorben“ suchen.
Wenn eine Person gestorben ist, gibt es viele Seiten zu dieser Person in der Wikipedia, die davon auch betroffen sind und entsprechend aktualisiert werden müssen. Beispiele: Namenübersichtsseite, Geburtsjahr, Geburtsort-Seiten und viele mehr.
Wie finde ich die betroffenen Seiten?
Im Suchfeld auf der linken Seite gibt man den Suchbegriff so ein: „Vorname Nachname“. Dann klickt man auf Volltext und alle Seiten mit entsprechendem Suchtext werden aufgerufen. Hier sieht man dann schnell, wo auch das Todesjahr Sinn macht oder sogar ein Teil des Artikels angepasst werden muss. Auch hilft das „Werkzeug“ auf der linken Seite sehr gut, um solche Seiten aufzufinden: „Links auf diese Seite“. Somit ist die Wikipedia wieder aktuell in allen Bereichen! Hinweis: bei Eintragung der Kategorie „Gestorben JAHR“ wird der Missbrauchsfilter 49 ausgelöst, was jedoch nicht schlimm ist. Siehe: Spezial:Missbrauchsfilter/49
Dies ist eine Liste von im zweiten Quartal 1913 verstorbenen bekannten Persönlichkeiten. Die Einträge erfolgen innerhalb der einzelnen Daten alphabetisch sortiert. Tiere sind im Nekrolog für Tiere zu finden.

## April
| Tag       | Name                                  | Beruf, bekannt als                                                                              | Alter | Beleg |
| --------- | ------------------------------------- | ----------------------------------------------------------------------------------------------- | ----- | ----- |
| 1. April  | Otto March                            | deutscher Architekt                                                                             | 67    |       |
| 1. April  | Richard von Spalding                  | deutscher Verwaltungsjurist                                                                     | 41    |       |
| 2. April  | Theodor Groll                         | deutscher Genre-, Landschafts- und Architekturmaler der Düsseldorfer Schule                     | 56    |       |
| 2. April  | Oswald Gruber                         | österreichischer Architekt                                                                      | 72    |       |
| 2. April  | Oscar von Nolte                       | preußischer Offizier, Gutsherr in Pommern                                                       | 77    |       |
| 2. April  | John Strong                           | US-amerikanischer Politiker                                                                     | 81    |       |
| 3. April  | Agnes Hoffmann                        | deutsche Lehrerin und Schriftstellerin                                                          | 53    |       |
| 3. April  | Henry Matthews, 1. Viscount Llandaff  | britischer Politiker (Conservative Party), Mitglied des House of Commons und Peer               | 87    |       |
| 4. April  | Edward Dowden                         | irischer Literaturhistoriker und Dichter                                                        | 69    |       |
| 4. April  | Alexander Henderson                   | kanadischer Fotograf                                                                            |       |       |
| 4. April  | Emanuel von Ullmann                   | österreichischer Jurist                                                                         | 70    |       |
| 5. April  | Otto Böhler                           | österreichischer Silhouettenkünstler deutscher Herkunft                                         | 65    |       |
| 5. April  | Richard W. Guenther                   | US-amerikanischer Politiker                                                                     | 67    |       |
| 5. April  | Henry Simonsfeld                      | deutscher Historiker                                                                            | 60    |       |
| 6. April  | Moritz Allé                           | österreichischer Mathematiker, Astronom und Hochschullehrer                                     | 75    |       |
| 6. April  | Somerset Lowry-Corry, 4. Earl Belmore | irischer Adliger und Gouverneur von New South Wales                                             | 77    |       |
| 6. April  | Adolf Slaby                           | deutscher Elektrotechniker                                                                      | 63    |       |
| 7. April  | Philip Diehl                          | deutsch-US-amerikanischer Ingenieur                                                             | 66    |       |
| 7. April  | Carl von Lemcke                       | deutscher Ästhetiker und Kunsthistoriker sowie Rektor an der Universität Stuttgart              | 81    |       |
| 8. April  | Georg Daniel                          | deutscher Architekt und mecklenburgischer Baubeamter                                            | 84    |       |
| 8. April  | Caroline Farner                       | Schweizer Ärztin und Frauenrechtlerin                                                           | 70    |       |
| 8. April  | Friedrich Greim                       | Oberschulrat und Landtagsabgeordneter im Großherzogtum Hessen                                   | 88    |       |
| 8. April  | Julius König                          | ungarischer Mathematiker                                                                        | 63    |       |
| 8. April  | Ernst Walter Ruhmer                   | deutscher Physiker                                                                              | 34    |       |
| 9. April  | William Whiting Borden                | Christlicher Missionar                                                                          | 25    |       |
| 9. April  | Henriette Hertz                       | deutsche Mäzenin                                                                                | 67    |       |
| 9. April  | Gustav Lustig                         | österreichischer Chemiker                                                                       | 63    |       |
| 9. April  | Friedrich Wilhelm Ristenpart          | deutscher Astronom                                                                              | 44    |       |
| 9. April  | Georg Schleifer                       | ukrainischer Architekt                                                                          | 57    |       |
| 9. April  | Theodor Spieker                       | deutscher Mathematiker                                                                          | 89    |       |
| 10. April | Gustave Falconnier                    | Schweizer Architekt und Präfekt                                                                 | 67    |       |
| 10. April | Josef von Kühn                        | österreichischer Philanthrop, Gründer der Wiener Volksküchen                                    | 79    |       |
| 10. April | Ernst Otto Schlick                    | Schiffbauingenieur                                                                              | 72    |       |
| 10. April | Wilhelm Selkmann                      | deutscher Verwaltungs- und Ministerialbeamter und Parlamentarier des Großherzogtums Oldenburg   | 95    |       |
| 11. April | Herbert Druce                         | britischer Lepidopterologe                                                                      | 66    |       |
| 11. April | Paul Fritsch                          | deutscher Chemiker                                                                              | 54    |       |
| 11. April | Hermann Hallwich                      | böhmischer Historiker, Volkswirtschaftler und Politiker                                         | 74    |       |
| 11. April | Alfons Quellacasa                     | Geistlicher und 35 Jahre Professor für Naturgeschichte                                          | 70    |       |
| 11. April | Herman Major Schirmer                 | norwegischer Architekt                                                                          | 67    |       |
| 12. April | Daniel Linn Gooch                     | US-amerikanischer Politiker                                                                     | 59    |       |
| 12. April | John B. Henderson                     | US-amerikanischer Politiker                                                                     | 86    |       |
| 13. April | Richard Gadebusch                     | deutscher Turner und Ruderer                                                                    | 40    |       |
| 14. April | Carl Hagenbeck                        | deutscher Tierhändler und Zoodirektor                                                           | 68    |       |
| 14. April | John Westlake                         | englischer Jurist und Sozialreformer                                                            | 85    |       |
| 15. April | Wilhelm Scheffler                     | deutscher Romanist und Stenograf                                                                | 66    |       |
| 15. April | Ğabdulla Tuqay                        | tatarischer Volksdichter, Literaturkritiker, Essayist und Übersetzer                            | 26    |       |
| 16. April | Albert Schmidt                        | deutscher Architekt und Bauunternehmer                                                          | 71    |       |
| 17. April | Ahmed Niyazi Bey                      | türkischer Politiker und Militär                                                                |       |       |
| 17. April | August Dieckmann                      | deutscher Politiker und Jurist                                                                  | 56    |       |
| 17. April | Agnes McLaren                         | schottische Medizinerin                                                                         | 75    |       |
| 17. April | Heinrich Schuëcker                    | österreichisch-amerikanischer Harfenist und Musikpädagoge                                       | 45    |       |
| 18. April | Pieter Schoute                        | niederländischer Mathematiker                                                                   | 67    |       |
| 18. April | Lester Frank Ward                     | US-amerikanischer Soziologe                                                                     | 71    |       |
| 19. April | Alexander Weniaminowitsch Bari        | russischer Ingenieur und Unternehmer                                                            | 65    |       |
| 19. April | Pauline Schanz                        | deutsche Schriftstellerin                                                                       | 84    |       |
| 19. April | Raymond Etherington-Smith             | britischer Ruderer                                                                              | 36    |       |
| 19. April | Paul Janson                           | belgischer Politiker                                                                            | 73    |       |
| 19. April | Ernst Wille                           | deutscher Architekt                                                                             |       |       |
| 19. April | Hugo Winckler                         | deutscher Altorientalist                                                                        | 49    |       |
| 20. April | Hervey C. Calkin                      | US-amerikanischer Politiker                                                                     | 85    |       |
| 21. April | Charles K. Bell                       | US-amerikanischer Politiker                                                                     | 60    |       |
| 21. April | Emil Guilleaume                       | deutscher Unternehmer, Drahtseil- und Kabelindustrieller                                        | 67    |       |
| 21. April | Charles Newton Robinson               | britischer Fechter                                                                              | 59    |       |
| 21. April | Louisabeth Röckel                     | deutsche Schauspielerin                                                                         | 71    |       |
| 21. April | Dankmar Schultz-Hencke                | deutscher Chemiker und Physiker                                                                 | 56    |       |
| 22. April | Arthur Clairon d’Haussonville         | deutscher Verwaltungsbeamter und Parlamentarier                                                 | 47    |       |
| 22. April | Karl Maurer                           | deutscher Jurist und Politiker (NLP), MdR                                                       | 82    |       |
| 23. April | Alexei Fjodorowitsch Gontscharow      | russischer Schachspieler                                                                        | 34    |       |
| 23. April | Richard William Scott                 | Politiker der Liberalen Partei Kanadas                                                          | 88    |       |
| 23. April | Paul Valadon                          | Zauberkünstler                                                                                  |       |       |
| 23. April | Carl Wahlund                          | schwedischer Romanist und Bibliophiler                                                          | 67    |       |
| 24. April | Wsewolod Michailowitsch Abramowitsch  | russischer Pilot                                                                                | 22    |       |
| 24. April | Jared L. Brush                        | US-amerikanischer Politiker                                                                     | 77    |       |
| 25. April | Joseph-Alfred Archambeault            | kanadischer römisch-katholischer Geistlicher                                                    | 53    |       |
| 25. April | Stjepan Kovačević                     | Politiker und Minister                                                                          | 71    |       |
| 25. April | Mychajlo Kozjubynskyj                 | ukrainischer Schriftsteller                                                                     | 48    |       |
| 25. April | Theodor August Lutz                   | deutscher Politiker                                                                             | 66    |       |
| 25. April | Giovanni Battista Piamarta            | italienischer Priester, Erzieher und Gründer der Kongregation der Heiligen Familie von Nazareth | 71    |       |
| 25. April | Remigius Weißsteiner                  | Propst des Klosters Neustift                                                                    | 70    |       |
| 26. April | Fritz Gustav von Bramann              | deutscher Chirurg                                                                               | 58    |       |
| 26. April | Hekimoğlu                             | türkischer Rebell                                                                               |       |       |
| 26. April | Maximiano Augusto Herrmann            | portugiesischer Telegraphentechniker und Erfinder                                               | 75    |       |
| 26. April | Edward Pemberton Leach                | britischer General, Träger des Victoria-Kreuzes                                                 | 66    |       |
| 27. April | Rafail Alexandrowitsch Falk           | russischer Schachspieler                                                                        |       |       |
| 27. April | Adolf Römer                           | deutscher klassischer Philologe und Pädagoge                                                    | 69    |       |
| 27. April | Gabriel von Seidl                     | deutscher Architekt und Vertreter des Historismus                                               | 64    |       |
| 27. April | Auguste Verneuil                      | französischer Chemiker                                                                          | 56    |       |
| 28. April | Claudius Hermann Bojunga              | deutscher Jurist und Kommunalpolitiker in Hannover                                              | 76    |       |
| 28. April | Franz Boluminski                      | deutscher Bezirksverwalter                                                                      | 49    |       |
| 28. April | Max Thomas Edelmann                   | deutscher Ingenieur, Physiker und Hochschullehrer                                               | 67    |       |
| 29. April | Heinrich Wilhelm Braumüller           | preußischer Offizier, zuletzt Generalleutnant                                                   | 69    |       |
| 29. April | Andreas Flocken                       | Erfinder des ersten deutschen Elektroautos                                                      | 68    |       |
| 29. April | Victor Haderup                        | dänischer Zahnarzt                                                                              | 67    |       |
| 29. April | Václav Hladík                         | tschechischer Schriftsteller, Journalist und Übersetzer                                         | 44    |       |
| 29. April | Erich Schmidt                         | deutscher Literaturwissenschaftler                                                              | 59    |       |
| 30. April | Johann Kärle                          | österreichischer Maler                                                                          | 78    |       |

## Mai
| Tag     | Name                              | Beruf, bekannt als                                                               | Alter | Beleg |
| ------- | --------------------------------- | -------------------------------------------------------------------------------- | ----- | ----- |
| 1. Mai  | John Barclay Armstrong            | amerikanischer Polizist                                                          | 63    |       |
| 1. Mai  | Ernst Kittl                       | österreichischer Paläontologe und Geologe                                        | 58    |       |
| 2. Mai  | Adolf Láng                        | ungarischer Architekt                                                            | 64    |       |
| 2. Mai  | Joseph Unger                      | österreichischer Jurist und Politiker                                            | 84    |       |
| 3. Mai  | Tancrède Auguste                  | haitianischer General, Politiker und Präsident von Haiti                         | 57    |       |
| 3. Mai  | Ottilie Bercht                    | deutsche Schriftstellerin und Sängerin                                           | 56    |       |
| 3. Mai  | Ludwig Berringer                  | deutscher Bauunternehmer                                                         | 62    |       |
| 3. Mai  | Fritz Kochan                      | deutscher Gutsbesitzer, Ziegeleibesitzer und Politiker (NLP), MdR                | 58    |       |
| 4. Mai  | Maurus Kallina                    | österreichisch-ungarischer Architekt                                             | 68    |       |
| 4. Mai  | Karl Schrader                     | deutscher Jurist und Politiker (DFP), MdR                                        | 79    |       |
| 5. Mai  | Lewis J. Martin                   | US-amerikanischer Politiker                                                      | 69    |       |
| 6. Mai  | Jelena Genrichowna Guro           | russische Malerin, Buchillustratorin und Autorin                                 | 35    |       |
| 6. Mai  | Wilhelm Nindemann                 | Seemann und Polarfahrer                                                          | 63    |       |
| 6. Mai  | Eugen Prym                        | deutscher Hochschullehrer für arabische und aramäische Sprachen                  | 69    |       |
| 6. Mai  | Alexander Schinas                 | Mörder König Georgs I. von Griechenland                                          |       |       |
| 6. Mai  | Knud Johannes Vogelius Steenstrup | dänischer Geologe                                                                | 70    |       |
| 7. Mai  | Wilhelm Walther                   | deutscher Künstler, Professor und Erschaffer des Fürstenzuges in Dresden         | 86    |       |
| 8. Mai  | Frank O. Briggs                   | US-amerikanischer Politiker                                                      | 61    |       |
| 8. Mai  | Ulrika Nisch                      | katholische Nonne und Selige                                                     | 30    |       |
| 8. Mai  | Wolfram Zingerle                  | österreichischer Romanist und Bibliothekar                                       | 59    |       |
| 9. Mai  | Warren S. Dungan                  | US-amerikanischer Politiker                                                      | 90    |       |
| 9. Mai  | Romeo H. Freer                    | US-amerikanischer Politiker                                                      | 66    |       |
| 9. Mai  | Evald Rygh                        | norwegischer Beamter und Politiker                                               | 70    |       |
| 9. Mai  | Eberhard Thulesius                | deutscher Arzt                                                                   | 73    |       |
| 10. Mai | Andreas Aubert                    | norwegischer Kunsthistoriker                                                     | 62    |       |
| 10. Mai | Josef Leonz Schmid junior         | Schweizer Politiker (katholisch-konservativ)                                     | 58    |       |
| 10. Mai | Heinrich Leopold Stiehler         | deutscher Lehrer, Schriftsteller und Redakteur                                   | 83    |       |
| 12. Mai | Edmond Van Hove                   | belgischer Maler                                                                 | 61    |       |
| 12. Mai | Friedrich Huch                    | deutscher Dichter und Schriftsteller                                             | 39    |       |
| 12. Mai | Franz Xaver Leonhard              | deutscher Geistlicher und Politiker (Zentrum), MdR                               | 74    |       |
| 12. Mai | John Sergeant Wise                | US-amerikanischer Politiker                                                      | 66    |       |
| 13. Mai | Richard Börnstein                 | deutscher Physiker und Meteorologe                                               | 61    |       |
| 13. Mai | Oskar Cordel                      | deutscher Schachspieler und Autor                                                | 69    |       |
| 13. Mai | Friedrich von Korányi             | ungarischer Internist                                                            | 84    |       |
| 13. Mai | Oskar von Lewinski                | preußischer Offizier und Militärattaché                                          | 40    |       |
| 14. Mai | John Gosper                       | US-amerikanischer Politiker und Geschäftsmann                                    | 71    |       |
| 14. Mai | Jacob Peters                      | deutscher Gutsbesitzer und Abgeordneter                                          | 70    |       |
| 15. Mai | Richard Güntsche                  | deutscher Mathematiker                                                           | 52    |       |
| 15. Mai | Diedrich Samuel Kropp             | deutscher Bildhauer                                                              | 88    |       |
| 15. Mai | Adolf Wahrmund                    | österreichischer Orientalist und Schriftsteller deutscher Herkunft               | 85    |       |
| 16. Mai | John Atherton                     | britisch-australischer Entdecker                                                 | 75    |       |
| 16. Mai | Hubert Hauser                     | österreichischer Kaufmann                                                        |       |       |
| 16. Mai | Louis Perrier                     | Schweizer Politiker und Architekt                                                | 63    |       |
| 16. Mai | Theophil Roniger                  | Schweizer Brauer, Unternehmer und Politiker                                      | 68    |       |
| 16. Mai | Klemens von Thünefeld             | deutscher Gutsbesitzer und Politiker (Zentrum), MdR                              | 58    |       |
| 17. Mai | Gustav Schneider                  | Oberbürgermeister von Erfurt und Magdeburg                                       | 65    |       |
| 17. Mai | Friedrich Voith                   | deutscher Ingenieur und Unternehmer                                              | 72    |       |
| 17. Mai | Heinrich Weber                    | deutscher Mathematiker                                                           | 71    |       |
| 18. Mai | Stephen Dudley Field              | US-amerikanischer Erfinder                                                       | 67    |       |
| 18. Mai | Milo White                        | US-amerikanischer Politiker                                                      | 82    |       |
| 19. Mai | George Ainslie                    | US-amerikanischer Politiker                                                      | 74    |       |
| 19. Mai | Richard Bürkner                   | deutscher Pfarrer und Schriftsteller                                             | 57    |       |
| 19. Mai | Dwijendralal Ray                  | indischer Musiker und Schriftsteller                                             | 48    |       |
| 19. Mai | Francesco Uetam                   | spanischer Opernsänger (Bass)                                                    | 66    |       |
| 20. Mai | Henry Morrison Flagler            | US-amerikanischer Unternehmer                                                    | 83    |       |
| 20. Mai | Matthäus Orasch                   | österreichischer Landwirt und Politiker                                          | 67    |       |
| 20. Mai | Ludwig Cäsar Roux                 | deutscher Fechtmeister                                                           | 69    |       |
| 21. Mai | Francisco Perea                   | US-amerikanischer Politiker                                                      | 83    |       |
| 22. Mai | Karl von Arnim-Züsedom            | preußischer Großgrundbesitzer und Politiker                                      | 66    |       |
| 22. Mai | Emil Pott                         | deutscher Tierzuchtwissenschaftler                                               | 61    |       |
| 22. Mai | Karl Waechter                     | deutscher Bauunternehmer und Gründer zahlreicher Klein- und Nebenbahnen          |       |       |
| 23. Mai | Wilhelm Lefeldt                   | Ingenieur, Erfinder und Maschinenbauer                                           |       |       |
| 23. Mai | Ambroise-François Parnaland       | französischer Filmpionier, Erfinder und Filmproduzent                            |       |       |
| 23. Mai | Rodo                              | Schweizer Bildhauer                                                              | 50    |       |
| 24. Mai | Joseph Crawhall                   | englischer Maler des Spätimpressionismus                                         | 51    |       |
| 24. Mai | Otto Dumke                        | deutscher Fußballspieler                                                         | 26    |       |
| 25. Mai | James H. Baker                    | US-amerikanischer Offizier und Politiker                                         | 84    |       |
| 25. Mai | Alfred Redl                       | Oberst der österreichisch-ungarischen Armee und russischer Spion                 | 49    |       |
| 25. Mai | Louis Saalschütz                  | deutscher Mathematiker                                                           | 77    |       |
| 26. Mai | Alanson M. Kimball                | US-amerikanischer Politiker                                                      | 86    |       |
| 28. Mai | Alexander von Bandrowski          | österreichisch-polnischer Theaterschauspieler, Opernsänger (Tenor) und Intendant | 53    |       |
| 28. Mai | Forrest Goodwin                   | US-amerikanischer Politiker                                                      | 50    |       |
| 28. Mai | Bruno Götze                       | deutscher Radsportler                                                            | 50    |       |
| 28. Mai | John Lubbock, 1. Baron Avebury    | britischer Anthropologe                                                          | 79    |       |
| 29. Mai | Archibald von Gramatzki           | deutscher Landrat und Politiker, MdR                                             | 76    |       |
| 29. Mai | Eduard Pechuel-Loesche            | deutscher Geograph und Afrikaforscher                                            | 72    |       |
| 29. Mai | Jakob Friedrich Sautter           | Kaufmann und Ausgräber                                                           | 53    |       |
| 30. Mai | Carl Zumwinkel                    | deutscher Arzt, Ehrenbürger von Gütersloh                                        | 92    |       |
| 31. Mai | Arturo Graf                       | italienischer Literaturwissenschaftler und Schriftsteller                        | 65    |       |
| 31. Mai | George Konig                      | US-amerikanischer Politiker                                                      | 57    |       |
| 31. Mai | Frederick Albion Ober             | US-amerikanischer Naturforscher und Autor                                        | 64    |       |
|         | Krastju Balgarijata               | bulgarischer Freiheitskämpfer                                                    |       |       |

## Juni
| Tag      | Name                                                      | Beruf, bekannt als                                                                    | Alter | Beleg |
| -------- | --------------------------------------------------------- | ------------------------------------------------------------------------------------- | ----- | ----- |
| 1. Juni  | Carl Bolze                                                | deutscher Maler                                                                       | 81    |       |
| 1. Juni  | Thomas W. Palmer                                          | US-amerikanischer Politiker, Gesandter und Unternehmer                                | 83    |       |
| 2. Juni  | Alfred Austin                                             | britischer Schriftsteller                                                             | 78    |       |
| 4. Juni  | Léon Deubel                                               | französischer Lyriker                                                                 | 34    |       |
| 4. Juni  | Mike Murphy                                               | US-amerikanischer Trainer                                                             | 52    |       |
| 4. Juni  | Gilbert Malcolm Sproat                                    | kanadischer Unternehmer, Regierungsbeamter und Autor                                  | 79    |       |
| 5. Juni  | Chris von der Ahe                                         | deutsch-amerikanischer Unternehmer                                                    | 61    |       |
| 5. Juni  | Georg Paul Max Dittrich                                   | deutscher Chemiker                                                                    | 48    |       |
| 5. Juni  | Hermann Mutz                                              | deutscher Keramiker                                                                   | 67    |       |
| 6. Juni  | Ethelbert William Bullinger                               | Mitgestalter des konsequenten Dispensationalismus                                     | 75    |       |
| 6. Juni  | Theodor Weyl                                              | deutscher Chemiker und Mediziner                                                      | 62    |       |
| 7. Juni  | Gottfried Kritzler                                        | deutscher Verwaltungs- und Konsularbeamter                                            | 54    |       |
| 8. Juni  | Charles Augustus Briggs                                   | US-amerikanischer Theologe                                                            | 72    |       |
| 8. Juni  | Emily Davison                                             | britische Suffragette                                                                 | 40    |       |
| 8. Juni  | Johannes Matz                                             | deutscher Architekt und preußischer Baubeamter                                        | 63    |       |
| 9. Juni  | Johann Brandl                                             | österreichischer Komponist                                                            | 77    |       |
| 10. Juni | Franz Seidl                                               | österreichischer Radrennfahrer                                                        | 33    |       |
| 11. Juni | Eduard Holzapfel                                          | deutscher Geologe und Paläontologe                                                    | 59    |       |
| 11. Juni | Mahmud Şevket Pascha                                      | osmanischer Militär und Politiker                                                     |       |       |
| 11. Juni | Arnold Pagenstecher                                       | deutscher Arzt und Entomologe                                                         | 75    |       |
| 11. Juni | Oskar Rauter                                              | deutscher Unternehmer                                                                 | 73    |       |
| 12. Juni | Marshall Arnold                                           | US-amerikanischer Politiker                                                           | 67    |       |
| 12. Juni | Andrew Drew                                               | US-amerikanischer Tennisspieler                                                       | 28    |       |
| 12. Juni | August Julius Loßnitzer                                   | deutscher Jurist                                                                      |       |       |
| 13. Juni | Camille Lemonnier                                         | belgischer Erzähler des Naturalismus                                                  | 69    |       |
| 13. Juni | Ludwig Martinelli                                         | österreichischer Schauspieler                                                         | 80    |       |
| 13. Juni | Henri Rochefort                                           | französischer Schriftsteller, Journalist, Theaterdichter und Politiker                | 83    |       |
| 14. Juni | Louis-Robert Carrier-Belleuse                             | französischer Maler und Bildhauer                                                     | 64    |       |
| 14. Juni | Angus Hamilton                                            | britischer Journalist                                                                 |       |       |
| 14. Juni | Friedrich Hegemann                                        | deutscher Kapitän, Walfänger und Polarforscher                                        | 76    |       |
| 14. Juni | Rudolf Karlowa                                            | deutscher Seefahrer                                                                   | 68    |       |
| 14. Juli | Siegfried von Saldern                                     | deutscher Rittergutsbesitzer und Politiker, MdR                                       | 70    |       |
| 14. Juni | Adolf Scheffler                                           | deutscher Maschinenbauingenieur und Hochschullehrer                                   | 84    |       |
| 15. Juni | William Compton, 5. Marquess of Northampton               | englischer Politiker                                                                  | 62    |       |
| 15. Juni | Karl Hutter                                               | Patentinhaber für den Bügelverschluss mit Porzellankopf und Gummidichtung             | 62    |       |
| 15. Juni | Paul Lindt                                                | Schweizer Architekt                                                                   | 53    |       |
| 16. Juni | Jotham Bradbury Sewall                                    | US-amerikanischer Pfarrer, Klassischer Philologe und Hochschullehrer                  | 87    |       |
| 17. Juni | Samuel Augustus Barnett                                   | britischer Sozialreformer und anglikanischer Geistlicher                              | 69    |       |
| 17. Juni | Ingeborg Bronsart von Schellendorf                        | deutsche Pianistin und Komponistin                                                    | 72    |       |
| 17. Juni | Konrad von Malsen-Waldkirch                               | deutscher Gutsbesitzer und Politiker (Zentrum), MdR                                   | 43    |       |
| 17. Juni | Erich von Mendelssohn                                     | deutscher Schriftsteller, Dichter und Übersetzer                                      | 25    |       |
| 18. Juni | Christo Batandschiew                                      | bulgarischer Revolutionär                                                             |       |       |
| 18. Juni | August Mommsen                                            | deutscher Altphilologe und Lehrer                                                     | 91    |       |
| 18. Juni | Georg Spiegelberg                                         | deutscher Bankier und Kunstsammler                                                    | 64    |       |
| 19. Juni | Maximilian von Feilitzsch                                 | bayerischer Staatsminister des Innern                                                 | 78    |       |
| 19. Juni | Thomas M. Norwood                                         | US-amerikanischer Politiker                                                           | 83    |       |
| 20. Juni | Sydenham Elnathan Ancona                                  | US-amerikanischer Politiker                                                           | 88    |       |
| 20. Juni | Henry Cox Jones                                           | amerikanischer Politiker                                                              | 92    |       |
| 20. Juni | Francis Fox Tuckett                                       | englischer Bergsteiger                                                                | 79    |       |
| 21. Juni | August Kaden                                              | deutscher Politiker (SPD), MdR und MdL, Zigarrenfabrikant, Verleger                   | 62    |       |
| 21. Juni | Charles E. Nash                                           | US-amerikanischer Politiker                                                           | 69    |       |
| 21. Juni | Wilhelm Schimmelpfeng                                     | deutscher Unternehmer und Begründer der Auskunftei Schimmelpfeng                      | 71    |       |
| 21. Juni | Gaston Tarry                                              | französischer Mathematiker                                                            | 69    |       |
| 22. Juni | Anton Hauser                                              | deutscher römisch-katholischer Geistlicher und Person der Arbeiterbewegung            | 72    |       |
| 23. Juni | Jan Willem Boudewyn Gunning                               | niederländisch-südafrikanischer Agrarwissenschaftler, Ornithologe und Museumsdirektor | 52    |       |
| 23. Juni | Ferdinand von Hompesch-Bollheim                           | deutscher Diplomat und Politiker (Zentrum), MdR                                       | 88    |       |
| 23. Juni | Max Kassowitz                                             | österreichischer Kinderarzt                                                           | 70    |       |
| 23. Juni | Nicolás de Piérola                                        | peruanischer Politiker und zweimaliger Staatspräsident                                | 74    |       |
| 23. Juni | Johann Stöcker                                            | deutscher Gastwirt, Bierbrauer und Politiker (Zentrum), MdR                           | 77    |       |
| 24. Juni | Moritz von Dobschütz                                      | deutscher Kaufmann und Unternehmer in Belleville (Illinois, USA)                      | 82    |       |
| 26. Juni | Hasen-Ahlers                                              | Wilddieb im Oldenburger Land                                                          | 81    |       |
| 26. Juni | Jaques Cart                                               | Schweizer evangelischer Geistlicher und Heimatforscher                                | 84    |       |
| 26. Juni | Jonathan Hutchinson                                       | englischer Chirurg, Dermatologe und Pathologe                                         | 84    |       |
| 26. Juni | Richard Waddington                                        | französischer Politiker und Historiker                                                | 75    |       |
| 27. Juni | Josef Altheimer                                           | deutscher Maler und Zeichner                                                          | 53    |       |
| 27. Juni | Philip Lutley Sclater                                     | englischer Jurist und Zoologe                                                         | 83    |       |
| 27. Juni | Cromartie Sutherland-Leveson-Gower, 4. Duke of Sutherland | britischer Adliger und Mitglied des House of Lords                                    | 61    |       |
| 28. Juni | John L. Barstow                                           | US-amerikanischer Politiker                                                           | 81    |       |
| 28. Juni | Caroline Shawk Brooks                                     | US-amerikanische Bildhauerin                                                          | 73    |       |
| 28. Juni | Campos Sales                                              | brasilianischer Jurist und Präsident von Brasilien                                    | 72    |       |
| 28. Juni | Anson Phelps Stokes                                       | US-amerikanischer Unternehmer, Bankier, Publizist und Philanthrop                     | 75    |       |
| 29. Juni | Martha Gunkel                                             | Pädagogin, Begründerin der ersten Höheren Mädchenschule zu Rixdorf                    | 54    |       |
| 29. Juni | Johann Baptist Hofner                                     | deutscher Maler                                                                       | 81    |       |
| 29. Juni | Václav Jansa                                              | böhmischer Maler und Zeichner                                                         | 53    |       |
| 30. Juni | Eduard Becker                                             | deutscher Ingenieur sowie Maschinenfabrikant                                          | 80    |       |
| 30. Juni | Wilhelm von Dietrich                                      | österreichischer Spediteur und Politiker, Landtagsabgeordneter                        | 58    |       |
| 30. Juni | Georg Erler                                               | deutscher Historiker                                                                  | 63    |       |
| 30. Juni | Hans von Kanitz                                           | Jurist und Politiker, MdR                                                             | 72    |       |
| 30. Juni | Alphonse Kirchhoffer                                      | französischer Fechter                                                                 | 39    |       |
| 30. Juni | Rosendo Mendizábal                                        | argentinischer Tangopianist und -komponist                                            | 45    |       |
| 30. Juni | August Wagener                                            | deutscher Maschinenbauingenieur und Hochschullehrer                                   | 47    |       |
|          | Karl Picard                                               | deutscher Geologe, Botaniker und Paläontologe                                         |       |       |